# Akrotomofilia
Akrotomofilia (gr. akron „kończyna”, tomein „ciąć”, philein „kochać”) – rodzaj parafilii seksualnej, w której jedynym lub preferowanym sposobem osiągania satysfakcji seksualnej jest kontakt z osobami o amputowanych kończynach. 
W ankiecie przeprowadzonej wśród akrotomofili, amputacje kończyny dolnej były preferowane względem amputacji kończyny górnej; pojedycznej kończyny względem obydwu i amputacje z pozostawieniem kikuta względem amputacji nie pozostawiających kikuta. Według Solvanga akrotomofile postrzegają atrakcyjność standardowo, poza kwestią amputacji. 